# Arhopala alemon
Arhopala alemon är en fjärilsart som beskrevs av De Nicéville 1891. Arhopala alemon ingår i släktet Arhopala och familjen juvelvingar. Inga underarter finns listade i Catalogue of Life.